# Antonio del Grande

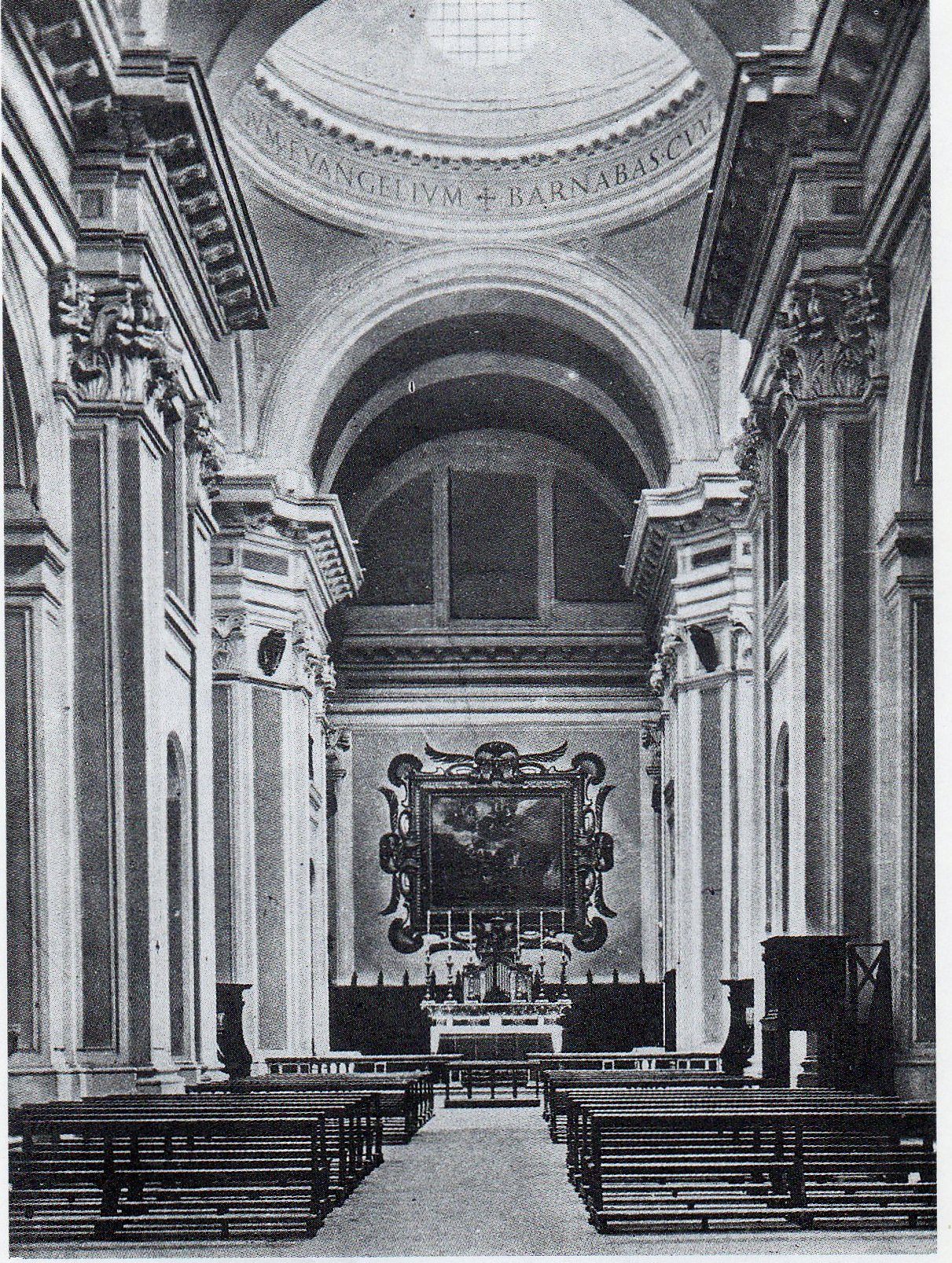
Interiören till kyrkan San Barnaba i Marino.

Antonio del Grande, född 1607 i Rom, död där 1672, var en italiensk arkitekt under barockepoken. Han var under en tid assistent åt Francesco Borromini.

## Byggnadsverk i urval

### Kyrkobyggnader i Rom
- San Giuseppe dei Falegnami (tillsammans med Giovanni Battista Soria)
- Santa Maria dei Sette Dolori (assistent åt Francesco Borromini)

### Palats i Rom
- Palazzo Colonna
- Palazzo Doria-Pamphili (fasaden mot Piazza del Collegio Romano)
- Palazzo di Spagna (vestibulen och trappan)

### Övriga byggnadsverk i Rom
- Carceri Nuove vid Via Giulia

Antonio del Grande har även ritat kyrkan San Barnaba i Marino.

### Webbkällor
- Tafuri, Manfredo (1988). ”DEL GRANDE, Antonio”. Dizionario Biografico degli Italiani – Volume 36. Treccani. http://www.treccani.it/enciclopedia/antonio-del-grande_(Dizionario-Biografico)/. Läst 14 september 2016.